# Noah Weißhaupt
Noah Weißaupt (Rostock, 20 settembre 2001) è un calciatore tedesco, centrocampista del St. Pauli in prestito dal Friburgo.

## Carriera

### Club
Cresciuto nel settore giovanile del Friburgo, debutta in prima squadra l'11 settembre 2021 in occasione dell'incontro di Bundesliga pareggiato 1-1 contro il Colonia.

### Nazionale
Ha giocato nelle nazionali giovanili tedesche Under-18, Under-20 ed Under-21.

## Statistiche

### Presenze e reti nei club
Statistiche aggiornate al 14 gennaio 2022.
| Stagione        | Squadra         | Campionato      | Campionato | Campionato | Coppe nazionali | Coppe nazionali | Coppe nazionali | Coppe continentali | Coppe continentali | Coppe continentali | Altre coppe | Altre coppe | Altre coppe | Totale | Totale |
| Stagione        | Squadra         | Comp            | Pres       | Reti       | Comp            | Pres            | Reti            | Comp               | Pres               | Reti               | Comp        | Pres        | Reti        | Pres   | Reti   |
| --------------- | --------------- | --------------- | ---------- | ---------- | --------------- | --------------- | --------------- | ------------------ | ------------------ | ------------------ | ----------- | ----------- | ----------- | ------ | ------ |
| 2020-2021       | Friburgo II     | RL              | 31         | 5          |                 | -               | -               |                    | -                  | -                  |             | -           | -           | 31     | 5      |
| 2021-2022       | Friburgo II     | 3L              | 7          | 0          |                 | -               | -               |                    | -                  | -                  |             | -           | -           | 7      | 0      |
| 2021-2022       | Friburgo        | BL              | 4          | 0          | CG              | 1               | 0               |                    | -                  | -                  |             | -           | -           | 5      | 0      |
| Totale carriera | Totale carriera | Totale carriera | 42         | 5          |                 | 1               | 0               |                    | -                  | -                  |             | -           | -           | 43     | 5      |